# Wallendorf (Saksen-Anhalt)
Wallendorf is een plaats en voormalige gemeente in de Duitse deelstaat Saksen-Anhalt, en maakt deel uit van de Landkreis Saalekreis.
Het dorp telt 1.019 inwoners. Wallendorf ligt aan het riviertje de Luppe.